# Arsac
Pour les articles homonymes, voir Arsac (homonymie).
Arsac est une commune française, située dans le département de la Gironde, en région Nouvelle-Aquitaine.
Sa région historique est la Gascogne (elle fait aussi partie des Landes de Gascogne qui est une région naturelle constituée principalement de pins maritimes).

## Géographie

### Localisation
Arsac, traversée par le 45e parallèle nord, est de ce fait située à égale distance du pôle Nord et de l'équateur terrestre (environ 5 000 km).
Commune de l'aire d'attraction de Bordeaux située dans le Médoc, où se trouve le vignoble du Médoc. Son terroir produit des vins d'appellation contrôlée Haut-médoc et Margaux.

### Communes limitrophes
Les communes limitrophes sont  Avensan, Labarde, Le Pian-Médoc, Macau, Margaux-Cantenac et Saint-Aubin-de-Médoc.

### Climat
Pour des articles plus généraux, voir Climat de la Nouvelle-Aquitaine et Climat de la Gironde.
Historiquement, la commune est exposée à un climat océanique aquitain.  
En 2020, Météo-France publie une typologie des climats de la France métropolitaine dans laquelle la commune est exposée à un climat océanique et est dans une zone de transition entre les régions climatiques « Littoral charentais et aquitain » et « Aquitaine, Gascogne »0.
Pour la période 1971-2000, la température annuelle moyenne est de 12,9 °C, avec une amplitude thermique annuelle de 14,4 °C. Le cumul annuel moyen de précipitations est de 951 mm, avec 12,4 jours de précipitations en janvier et 6,9 jours en juillet. Pour la période 1991-2020, la température moyenne annuelle observée sur la station météorologique la plus proche, située sur la commune de Salaunes à 13 km à vol d'oiseau, est de 13,3 °C et le cumul annuel moyen de précipitations est de 1 007,0 mm,. Pour l'avenir, les paramètres climatiques de la commune estimés pour 2050 selon différents scénarios d’émission de gaz à effet de serre sont consultables sur un site dédié publié par Météo-France en novembre 2022.

## Urbanisme

### Typologie
Au 1er janvier 2024, Arsac est catégorisée bourg rural, selon la nouvelle grille communale de densité à sept niveaux définie par l'Insee en 2022.
Elle appartient à l'unité urbaine d'Arsac, une unité urbaine monocommunale constituant une ville isolée,. Par ailleurs la commune fait partie de l'aire d'attraction de Bordeaux, dont elle est une commune de la couronne,. Cette aire, qui regroupe 275 communes, est catégorisée dans les aires de 700 000 habitants ou plus (hors Paris),.

### Occupation des sols

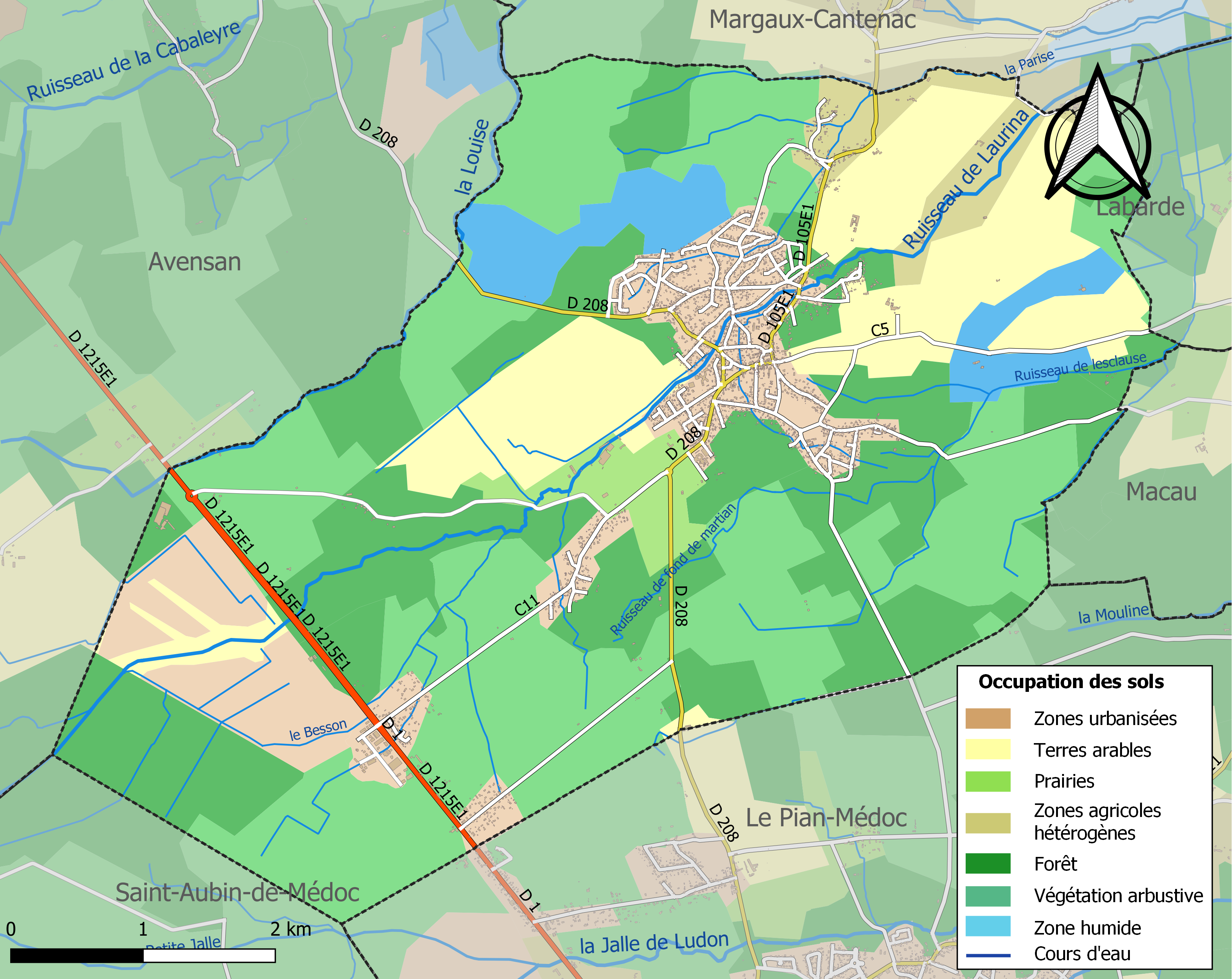
Carte des infrastructures et de l'occupation des sols de la commune en 2018 (CLC).

L'occupation des sols de la commune, telle qu'elle ressort de la base de données européenne d’occupation biophysique des sols Corine Land Cover (CLC), est marquée par l'importance des forêts et milieux semi-naturels (61,1 % en 2018), en diminution par rapport à 1990 (64 %). La répartition détaillée en 2018 est la suivante : 
milieux à végétation arbustive et/ou herbacée (33,7 %), forêts (27,3 %), cultures permanentes (14,1 %), zones urbanisées (8,4 %), eaux continentales (4,9 %), zones industrielles ou commerciales et réseaux de communication (4,8 %), zones agricoles hétérogènes (3,2 %), prairies (2,5 %), terres arables (1,1 %). L'évolution de l’occupation des sols de la commune et de ses infrastructures peut être observée sur les différentes représentations cartographiques du territoire : la carte de Cassini (XVIIIe siècle), la carte d'état-major (1820-1866) et les cartes ou photos aériennes de l'IGN pour la période actuelle (1950 à aujourd'hui).

### Habitat et logement
En 2018, le nombre total de logements dans la commune était de 1 451, alors qu'il était de 1 334 en 2013 et de 1 210 en 2008.
Parmi ces logements, 95,9 % étaient des résidences principales, 1,2 % des résidences secondaires et 2,9 % des logements vacants. Ces logements étaient pour 97,7 % d'entre eux des maisons individuelles et pour 2 % des appartements.
Le tableau ci-dessous présente la typologie des logements à Arsac en 2018 en comparaison avec celle de la Gironde et de la France entière. Une caractéristique marquante du parc de logements est ainsi une proportion de résidences secondaires et logements occasionnels (1,2 %) inférieure à celle du département (8,9 %)et à celle de la France entière (9,7 %). Concernant le statut d'occupation de ces logements, 86,1 % des habitants de la commune sont propriétaires de leur logement (85,7 % en 2013), contre 54,7 % pour la Gironde et 57,5 % pour la France entière.
| Typologie                                               | Arsac | Gironde | France entière |
| ------------------------------------------------------- | ----- | ------- | -------------- |
| Résidences principales (en %)                           | 95,9  | 84,9    | 82,1           |
| Résidences secondaires et logements occasionnels (en %) | 1,2   | 8,9     | 9,7            |
| Logements vacants (en %)                                | 2,9   | 6,2     | 8,2            |

### Risques naturels et technologiques
Le territoire de la commune d'Arsac est vulnérable à différents aléas naturels : météorologiques (tempête, orage, neige, grand froid, canicule ou sécheresse), inondations, feux de forêts et séisme (sismicité très faible). Un site publié par le BRGM permet d'évaluer simplement et rapidement les risques d'un bien localisé soit par son adresse soit par le numéro de sa parcelle.
Certaines parties du territoire communal sont susceptibles d’être affectées par le risque d’inondation par débordement de cours d'eau, notamment la Louise et le ruisseau de Laurina. La commune a été reconnue en état de catastrophe naturelle au titre des dommages causés par les inondations et coulées de boue survenues en 1982, 1988, 1992, 1999, 2009 et 2020,.
Arsac est exposée au risque de feu de forêt. Depuis le 20 avril 2016, les départements de la Gironde, des Landes et de Lot-et-Garonne disposent d’un règlement interdépartemental de protection de la forêt contre les incendies. Ce règlement vise à mieux prévenir les incendies de forêt, à faciliter les interventions des services et à limiter les conséquences, que ce soit par le débroussaillement, la limitation de l’apport du feu ou la réglementation des activités en forêt. Il définit en particulier cinq niveaux de vigilance croissants auxquels sont associés différentes mesures,.

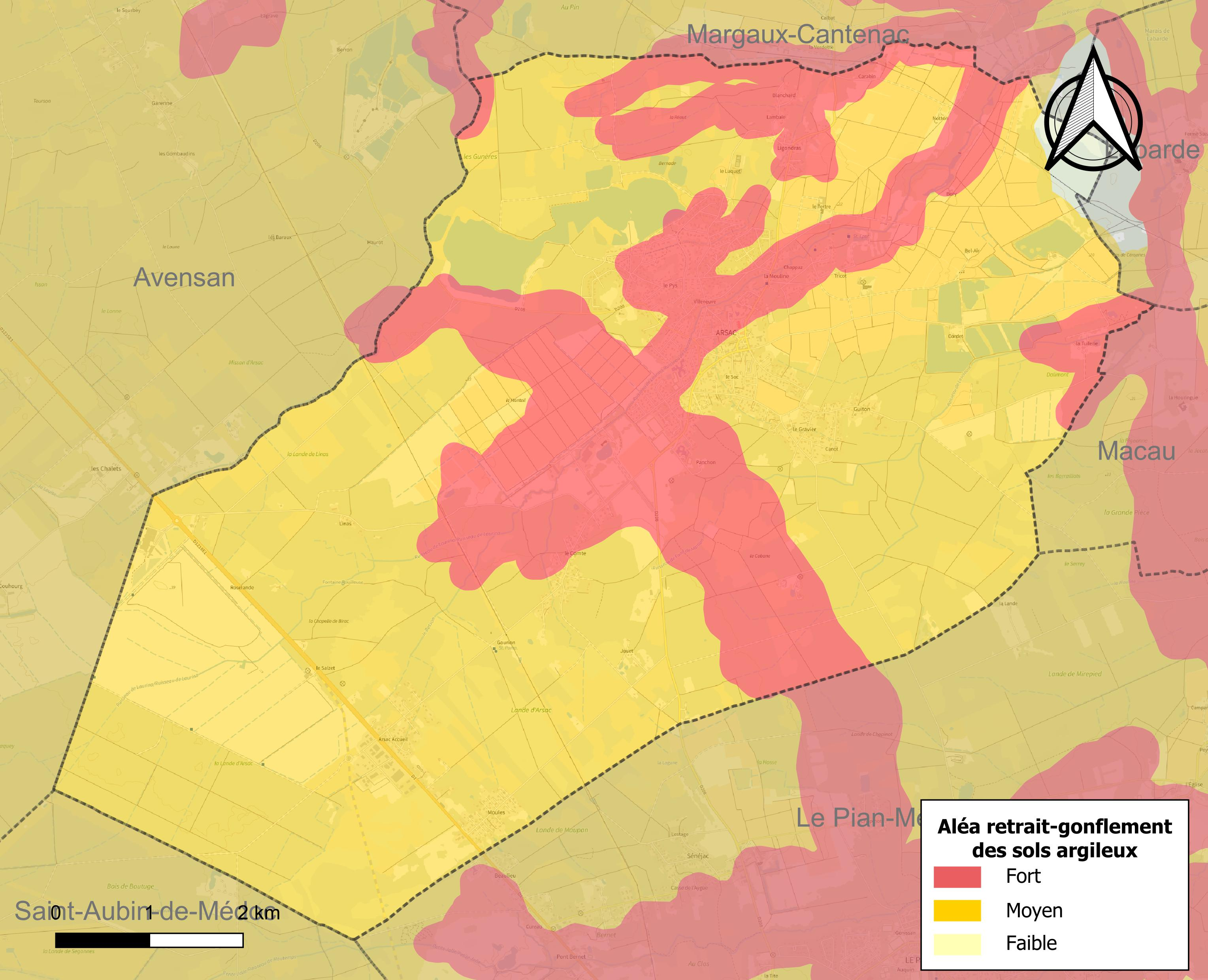
Carte des zones d'aléa retrait-gonflement des sols argileux d'Arsac.

Le retrait-gonflement des sols argileux est susceptible d'engendrer des dommages importants aux bâtiments en cas d’alternance de périodes de sécheresse et de pluie. 99,3 % de la superficie communale est en aléa moyen ou fort (67,4 % au niveau départemental et 48,5 % au niveau national). Sur les 1 410 bâtiments dénombrés sur la commune en 2019,  1 410 sont en aléa moyen ou fort, soit 100 %, à comparer aux 84 % au niveau départemental et 54 % au niveau national. Une cartographie de l'exposition du territoire national au retrait gonflement des sols argileux est disponible sur le site du BRGM,.
Par ailleurs, afin de mieux appréhender le risque d’affaissement de terrain, l'inventaire national des cavités souterraines permet de localiser celles situées sur la commune.
Concernant les mouvements de terrains, la commune a été reconnue en état de catastrophe naturelle au titre des dommages causés par la sécheresse en 2003 et par des mouvements de terrain en 1999.

## Toponymie
Le nom de la commune est documenté sous la forme Arssac (1294). Il s'agit du nom d'un domaine gallo-romain en -acum situé sur la lébade ; il est basé sur un anthroponyme Artius ou Arcius.
La graphie occitane restituée est Arçac.

## Histoire
La paroisse a dépendu de la châtellenie de Blanquefort.

### Révolution française et Empire
À la Révolution, la paroisse Saint-Germain d'Arsac forme la commune d'Arsac

### Époque contemporaine

Arsac au tout début du XXe siècle
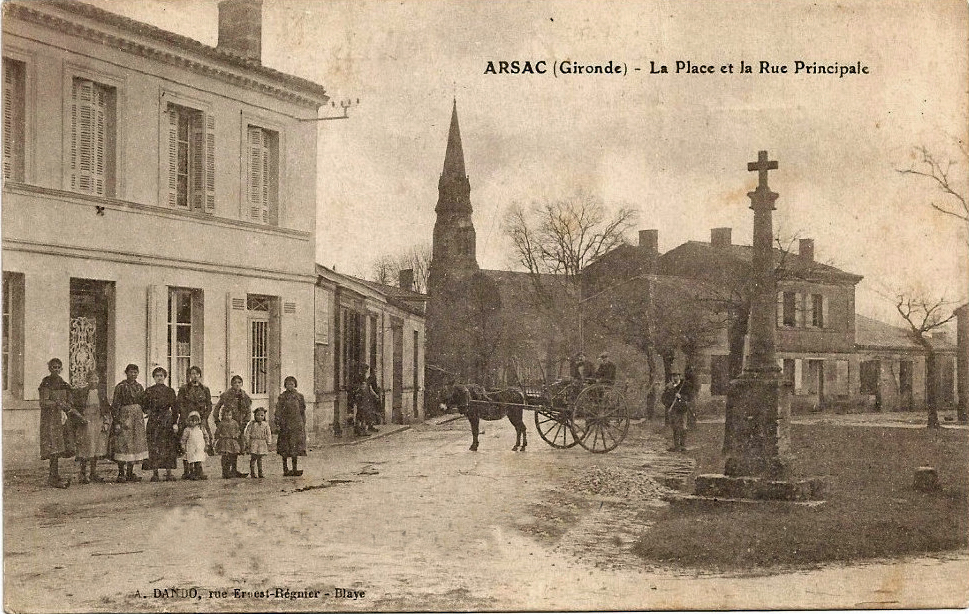
La place et la rue principale.
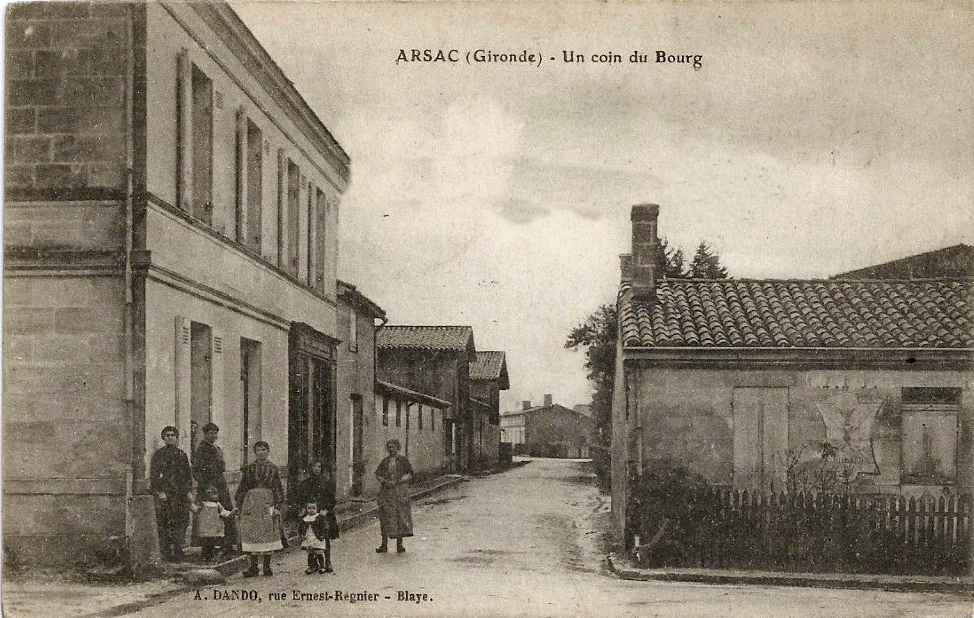
Un coin du bourg.
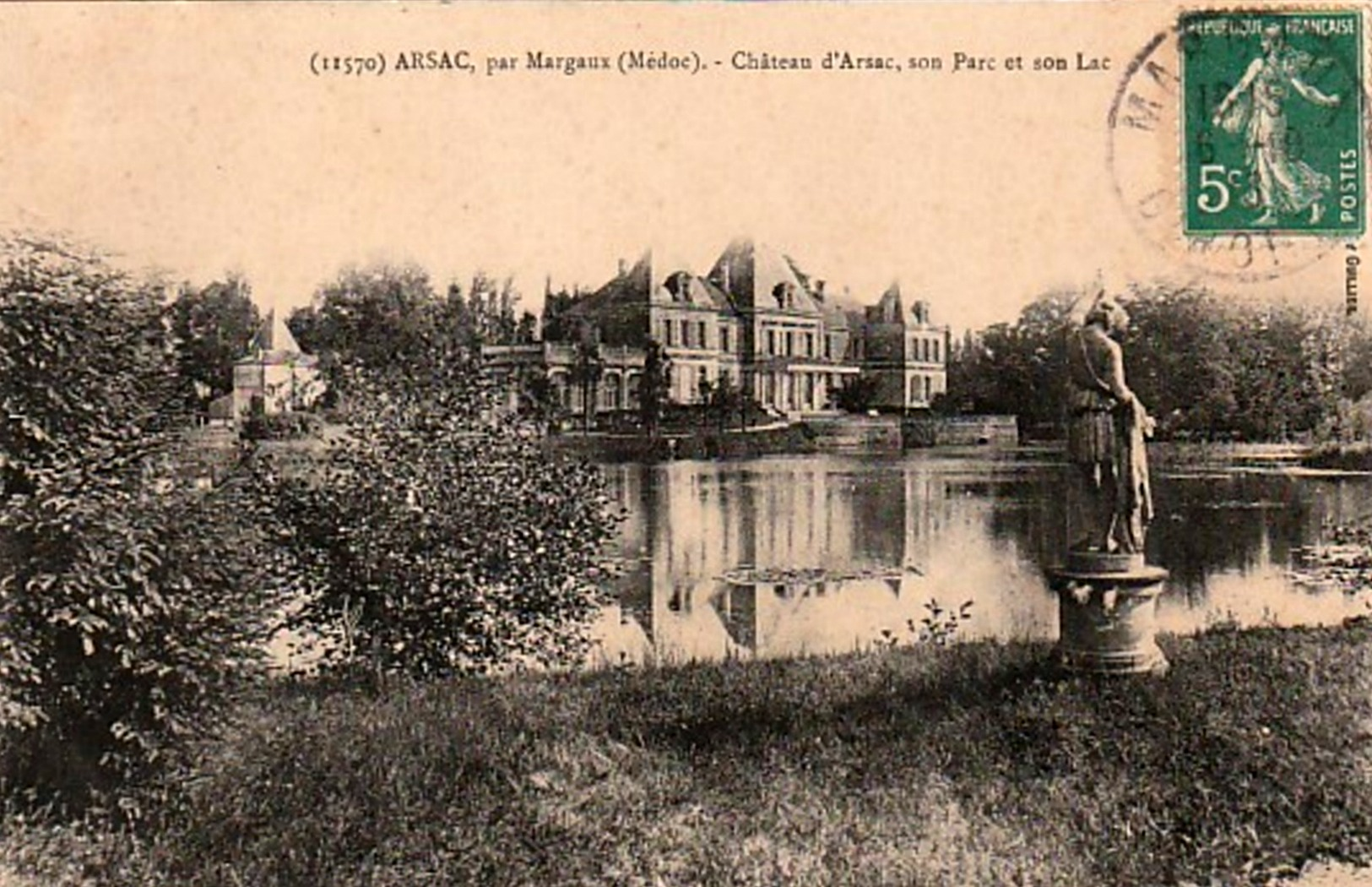
Le château d'Arsac.
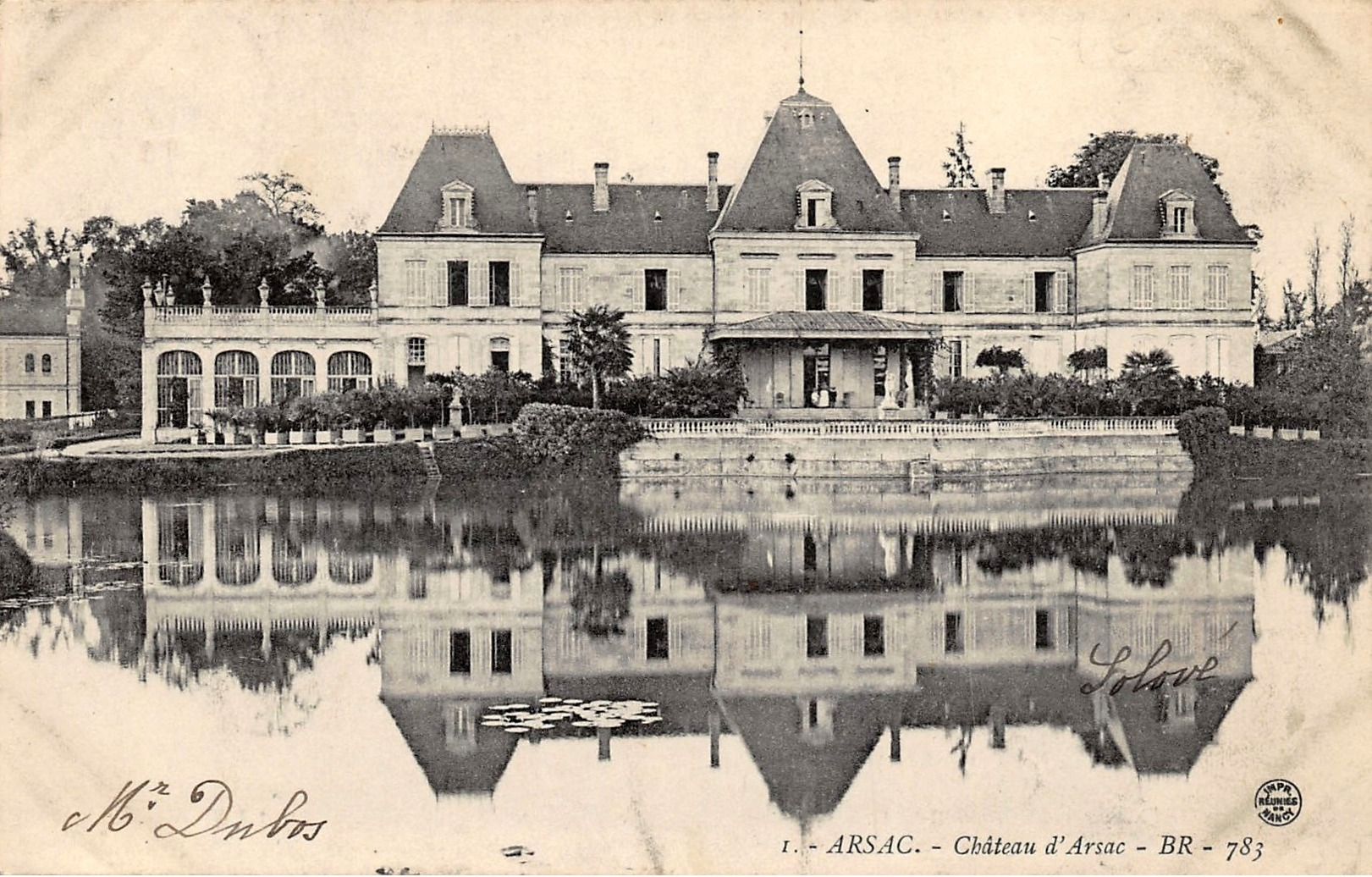
Le château d'Arsac.
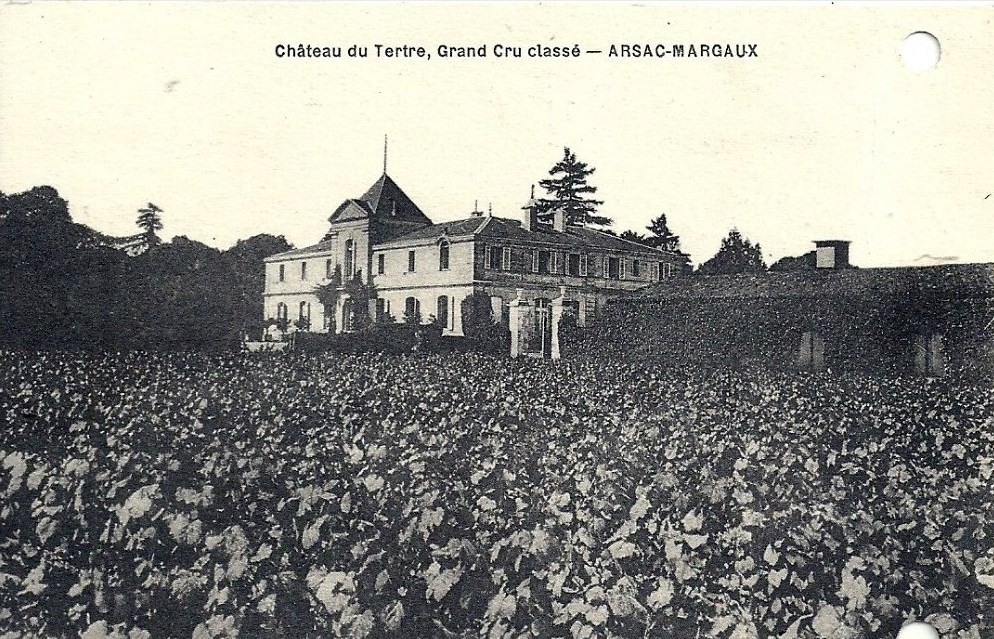
Château du Tertre, Grand cru classé.

## Politique et administration

### Rattachements administratifs et électoraux

#### Rattachements administratifs
La commune se trouve  dans l'arrondissement de Bordeaux du département de la Gironde.
Elle faisait partie depuis 1801 du canton de Castelnau-de-Médoc. Dans le cadre du redécoupage cantonal de 2014 en France, cette circonscription administrative territoriale a disparu, et le canton n'est plus qu'une circonscription électorale.

#### Rattachements électoraux
Pour les élections départementales, la commune fait partie depuis 2014 du canton du Sud-Médoc
Pour l'élection des députés, elle fait partie de la cinquième circonscription de la Gironde.

### Intercommunalité
Arsac est membre de la communauté de communes du Pays du Coquelicot, un établissement public de coopération intercommunale (EPCI) à fiscalité propre créé fin 2002  et auquel la commune avait transféré un certain nombre de ses compétences, dans les conditions déterminées par le code général des collectivités territoriales.

### Tendances politiques et résultats
Lors des élections municipales de 2014 en Gironde, la liste DVD menée par le maire sortant Gérard Dubo est la seule candidate, et obtient donc la totalité des 1 314 suffrages exprimés. Elle est donc élue en totalité lors d'un scrutin où 45,81 % des électeurs se sont abstenus et 9,69 % des votants ont choisi un bulletin blanc ou nul. Quatre de ses membres siègent également au conseil communautaire.
Lors des élections municipales de 2020 en Gironde, la liste DVD menée par Nadine Ducourtioux — soutenue par le maire sortant Gérard Dubo, qui ne se représentait pas — est également la seule candidate et obtient la totalité des 750 suffrages exprimés, lors d'un scrutin marqué par la pandémie de Covid-19 en France où 69,80 % des électeurs se sont abstenus et 14,67 % des électeurs ont choisi un bulletin blanc ou nul. Quatre de ses membres sont également conseillers communautaires.

### Liste des maires
| Période                                  | Période                    | Identité           | Étiquette | Qualité |
| ---------------------------------------- | -------------------------- | ------------------ | --------- | --- |
| Les données manquantes sont à compléter. |                            |                    |           | |
| 1977                                     | mai 2020                   | Jean-Gérard Dubo   | UMP → LR  | Médecin Président de la CC Médoc-Estuaire ( ? → 2020)                                                                                  |
| mai 2020                                 | août 2022                  | Nadine Ducourtioux | DVD       | Retraitée de l’aérospatiale, syndicaliste Présidente du conseil d’administration de la CAF de la Gironde (1996 → ? ) Morte en fonction |
| 2022                                     | En cours (au 13 mars 1923) | Frédéric Aurier    | DVD       | Entrepreneur |

## Démographie

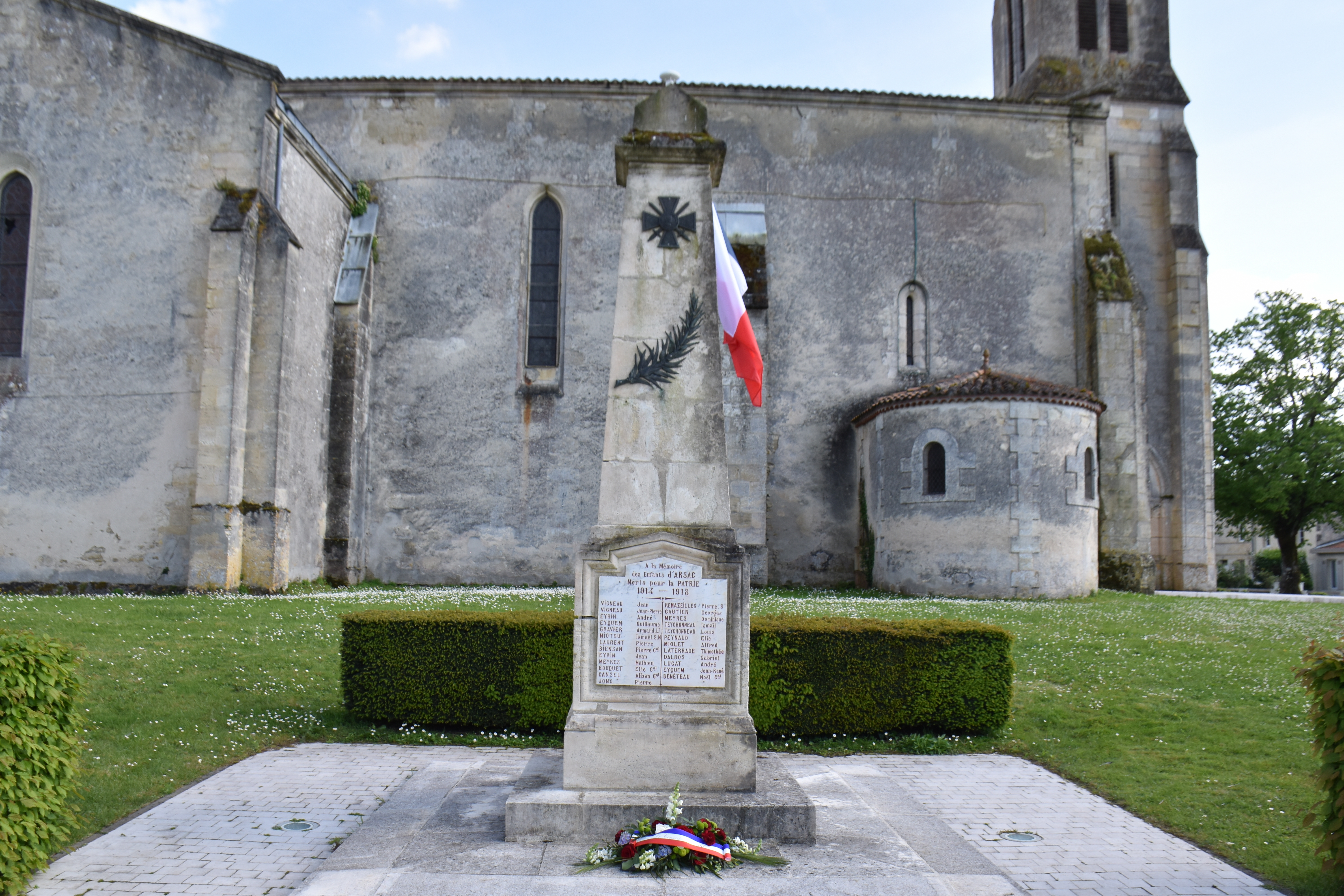
Le monument aux morts.

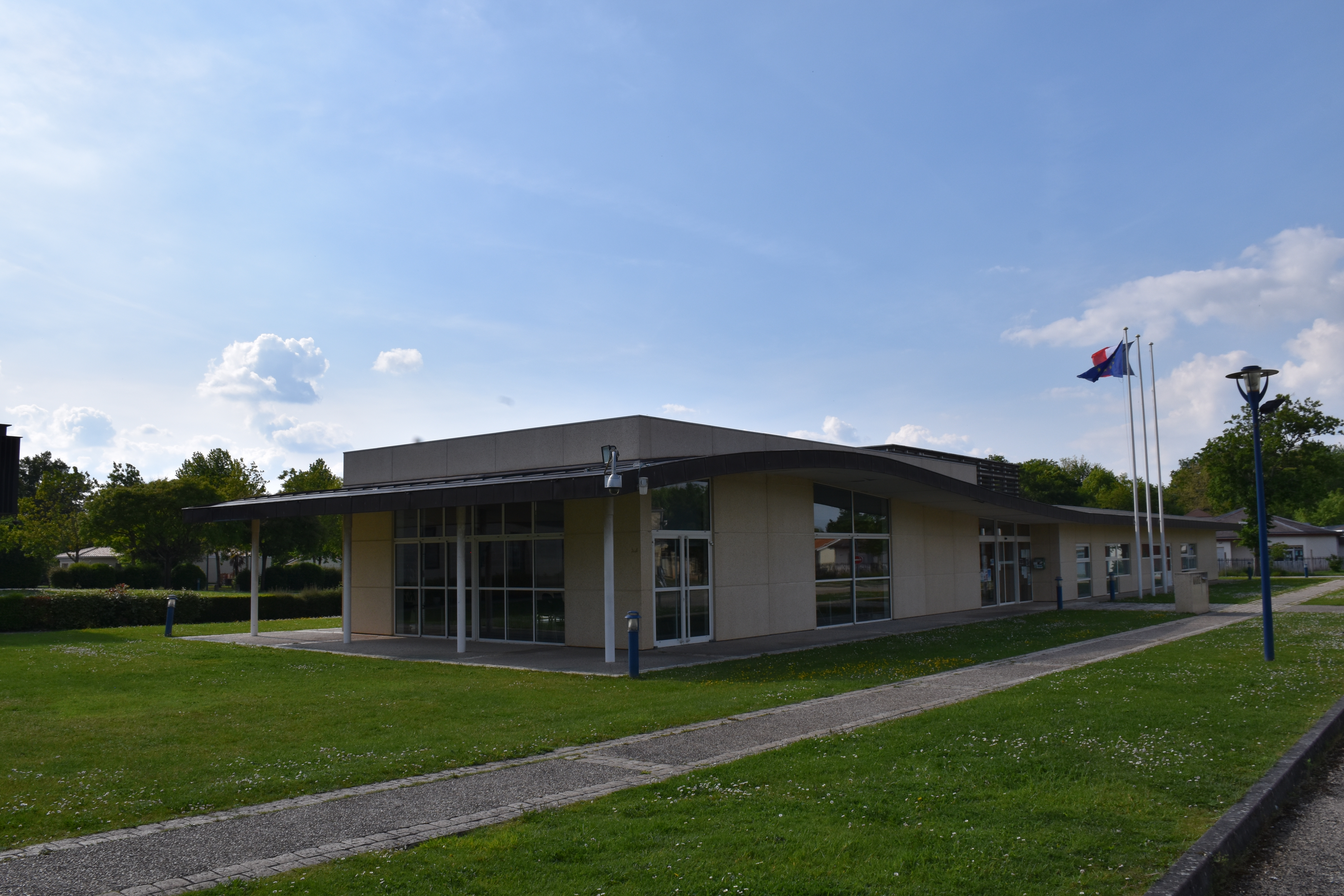
La mairie en 2024.

Les habitants sont nommés les Arsacais.
L'évolution du nombre d'habitants est connue à travers les recensements de la population effectués dans la commune depuis 1793. Pour les communes de moins de 10 000 habitants, une enquête de recensement portant sur toute la population est réalisée tous les cinq ans, les populations de référence des années intermédiaires étant quant à elles estimées par interpolation ou extrapolation. Pour la commune, le premier recensement exhaustif entrant dans le cadre du nouveau dispositif a été réalisé en 2007.

En 2022, la commune comptait 4 040 habitants, en évolution de +15,1 % par rapport à 2016 (Gironde : +6,91 %, France hors Mayotte : +2,11 %).
| 1793 | 1800 | 1806 | 1821 | 1831 | 1836 | 1841 | 1846 | 1851 |
| ---- | ---- | ---- | ---- | ---- | ---- | ---- | ---- | ---- |
| 704  | 731  | 603  | 702  | 640  | 672  | 660  | 660  | 693  |

| 1856 | 1861 | 1866 | 1872 | 1876 | 1881 | 1886 | 1891 | 1896  |
| ---- | ---- | ---- | ---- | ---- | ---- | ---- | ---- | ----- |
| 708  | 702  | 765  | 809  | 837  | 925  | 853  | 991  | 1 006 |

| 1901  | 1906 | 1911 | 1921 | 1926 | 1931 | 1936 | 1946 | 1954 |
| ----- | ---- | ---- | ---- | ---- | ---- | ---- | ---- | ---- |
| 1 004 | 953  | 827  | 699  | 666  | 623  | 600  | 593  | 602  |

| 1962 | 1968 | 1975 | 1982  | 1990  | 1999  | 2006  | 2007  | 2012  |
| ---- | ---- | ---- | ----- | ----- | ----- | ----- | ----- | ----- |
| 651  | 685  | 932  | 1 902 | 2 729 | 2 818 | 2 953 | 2 972 | 3 285 |

| 2017  | 2022  | - | - | - | - | - | - | - |
| ----- | ----- | - | - | - | - | - | - | - |
| 3 592 | 4 040 | - | - | - | - | - | - | - |

## Lieux et monuments
- Église Saint-Germain du XIIe siècle, remaniée au XIXe siècle, classée pour son portail sud en 1908 et inscrite en totalité au titre des monuments historiques en 2006[39].
- Château Angludet, domaine viticole en appellation Margaux.
- Château du Tertre, domaine viticole.
- Château d'Arsac, domaine viticole qui bénéficie depuis 1995, pour une moitié du vignoble, de l'appellation Margaux.
- Château Monbrison, domaine viticole en appellation Margaux.

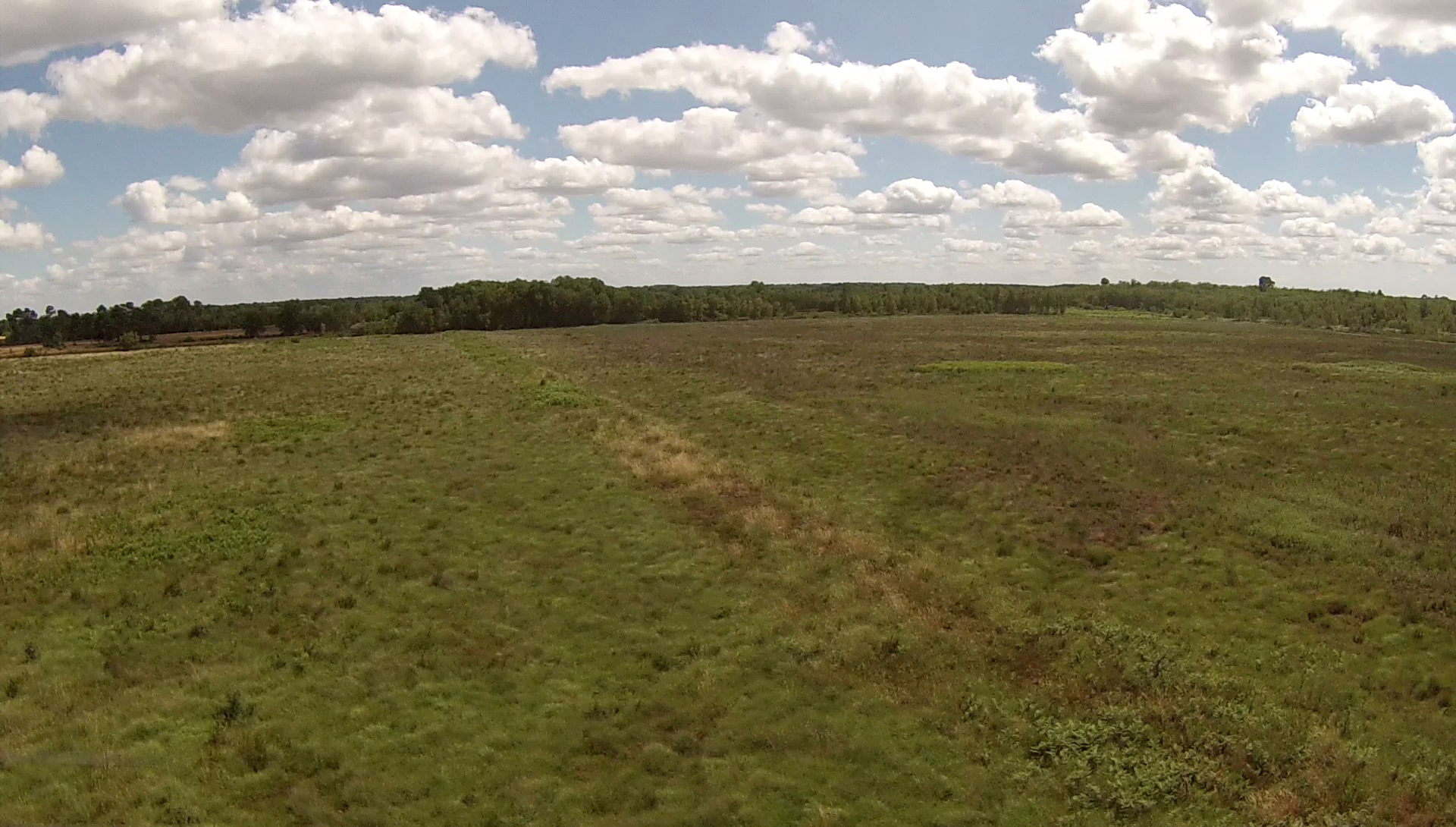
La lébade
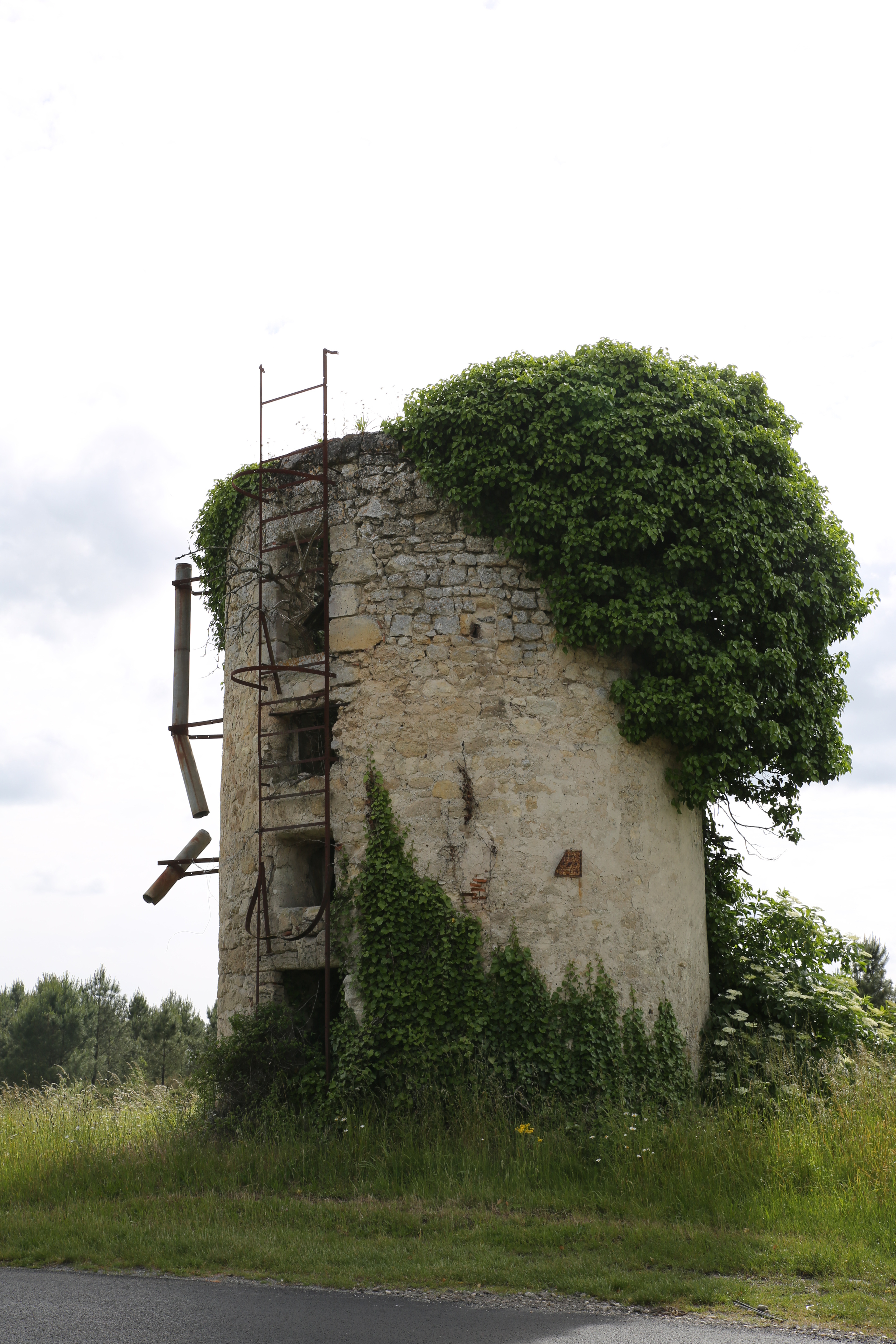
Ancien moulin à vent de Soubeyran
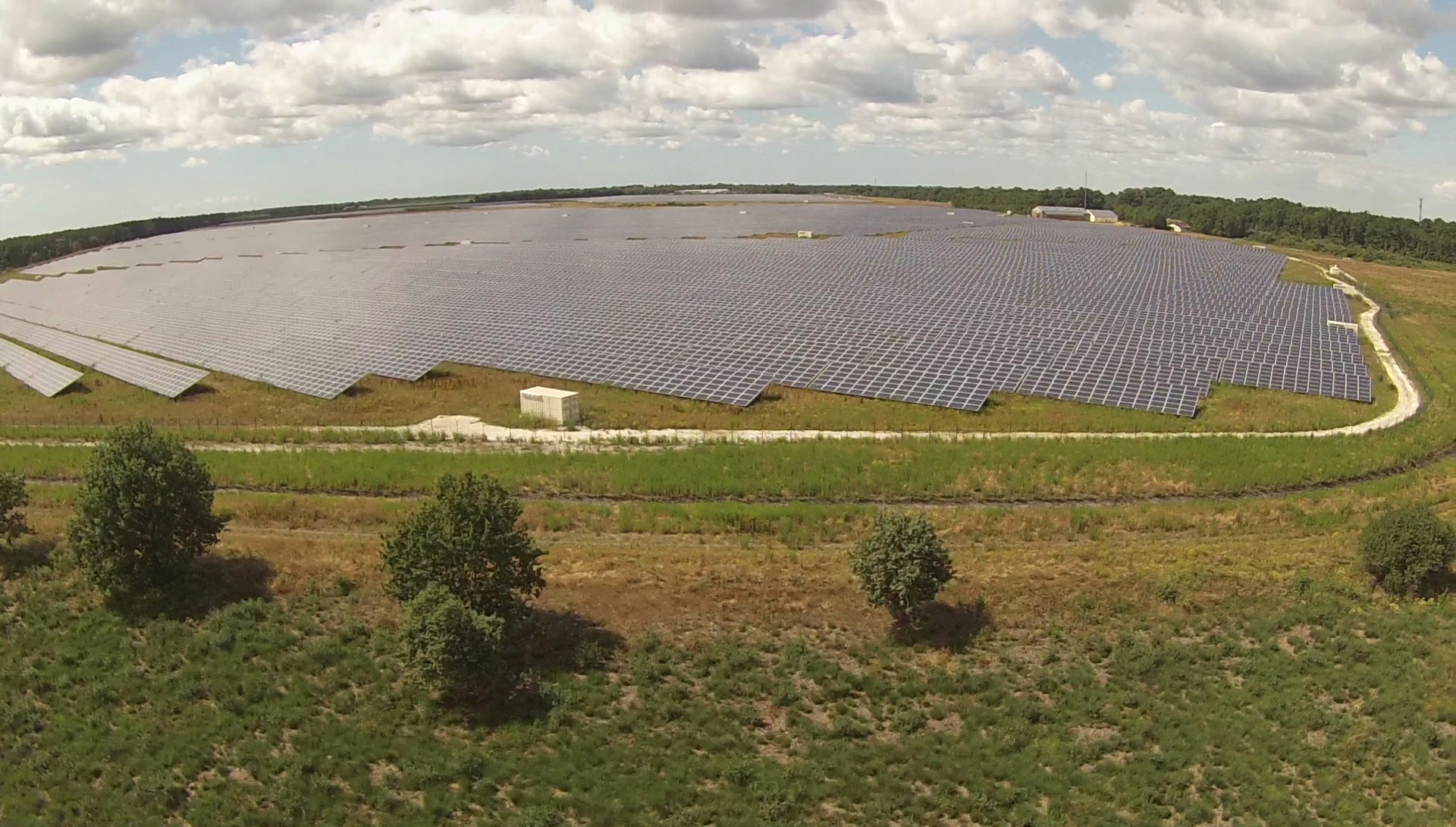
La ferme solaire du Salzet

## Pour approfondir